# Вествуд (Нью-Джерсі)
Вествуд (англ. Westwood) — місто (англ. borough) в США, в окрузі Берген штату Нью-Джерсі. Населення — 11 282 особи (2020).

## Географія
Вествуд розташований за координатами 40°59′21″ пн. ш. 74°1′55″ зх. д. / 40.98917° пн. ш. 74.03194° зх. д. (40.989032, -74.031872).  За даними Бюро перепису населення США в 2010 році місто мало площу 5,99 км², з яких 5,87 км² — суходіл та 0,12 км² — водойми.

## Демографія
Згідно з переписом 2010 року, у селищі мешкало 10 908 осіб у 4438 домогосподарствах у складі 2857 родин. Було 4636 помешкань
Расовий склад населення:
| - 83,0 % — білих - 7,4 % — азіатів - 4,6 % — чорних або афроамериканців - 0,3 % — корінних американців - 2,8 % — осіб інших рас |

До двох чи більше рас належало 1,9 %. Частка іспаномовних становила 11,6 % від усіх жителів.
За віковим діапазоном населення розподілялося таким чином: 21,9 % — особи молодші 18 років, 61,5 % — особи у віці 18—64 років, 16,6 % — особи у віці 65 років та старші. Медіана віку мешканця становила 41,8 року. На 100 осіб жіночої статі у селищі припадало 92,7 чоловіків;  на 100 жінок у віці від 18 років та старших — 88,8 чоловіків також старших 18 років.
Середній дохід на одне домашнє господарство  становив 108 874 долари США (медіана — 85 849), а середній дохід на одну сім'ю — 128 659 доларів (медіана — 107 792). Медіана доходів становила 65 197 доларів для чоловіків та 52 047 доларів для жінок. За межею бідності перебувало 7,3 % осіб, у тому числі 7,1 % дітей у віці до 18 років та 11,8 % осіб у віці 65 років та старших.
Цивільне працевлаштоване населення становило 5478 осіб. Основні галузі зайнятості: освіта, охорона здоров'я та соціальна допомога — 23,5 %, науковці, спеціалісти, менеджери — 15,7 %, роздрібна торгівля — 14,4 %.